# Bartramia plicata
Bartramia plicata là một loài rêu trong họ Bartramiaceae. Loài này được Mitt. Mitt. mô tả khoa học đầu tiên năm 1869.